# Nasif Estéfano

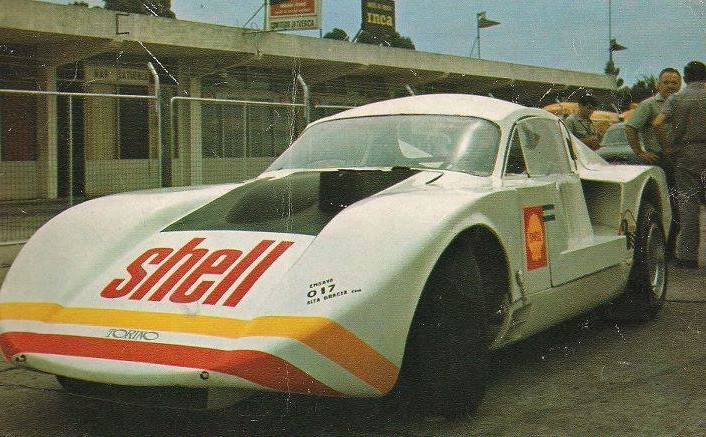
Romero-Tornado con el que corrió en Sport Prototipo Argentino 1969.

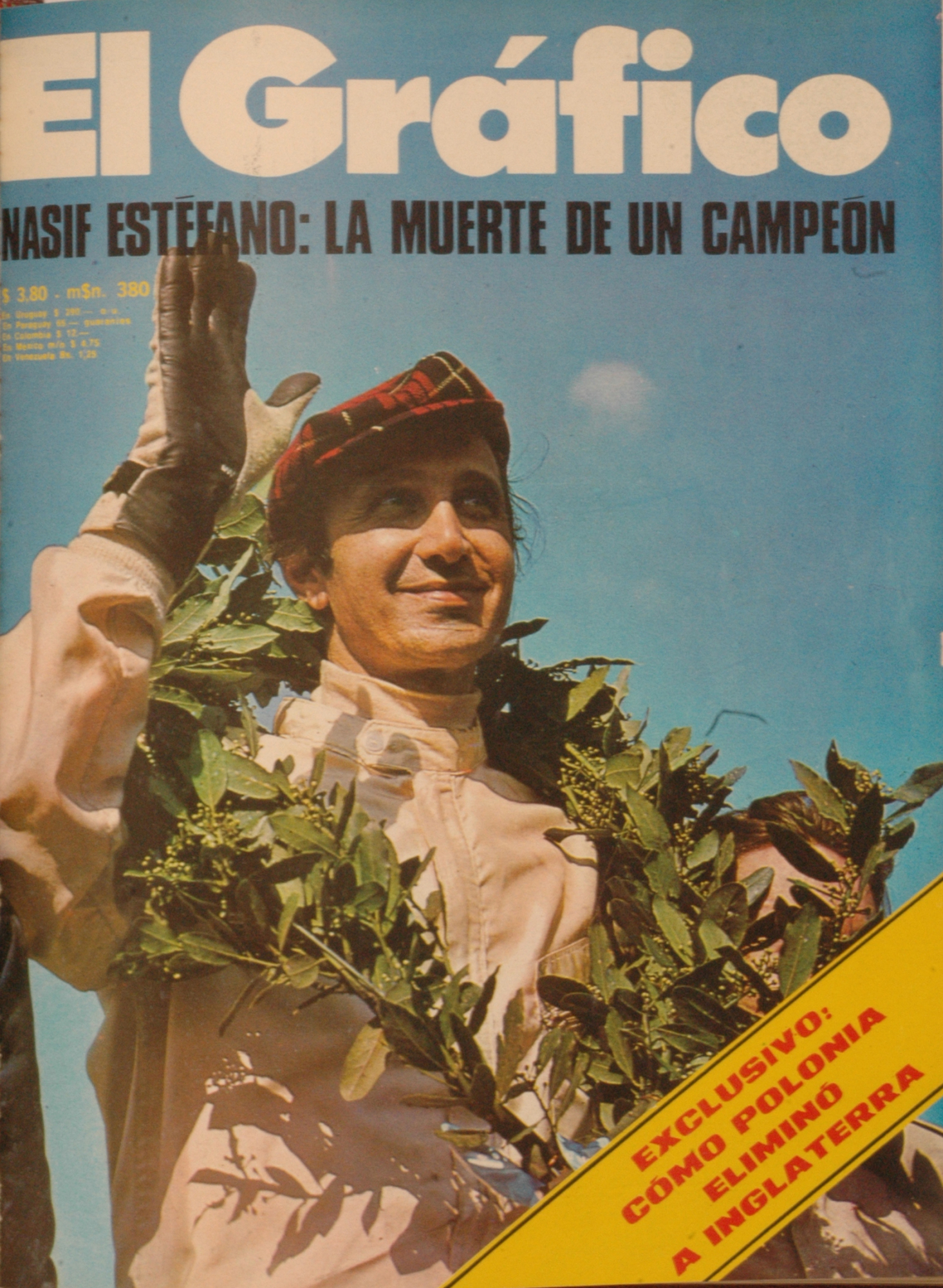
Nasif Estéfano en 1973.

Nasif Moisés Estéfano (Concepción, 18 de noviembre de 1932-Aimogasta, provincia de La Rioja, 21 de octubre de 1973) fue un piloto argentino de automovilismo de velocidad. Compitió en diferentes categorías de automovilismo zonales y nacionales como ser el Turismo Mejorado, la Fórmula 1 Mecánica Argentina, el Sport Prototipo y el Turismo Carretera. Al mismo tiempo, contó con pequeñas incursiones en el Campeonato Mundial de Fórmula 1, como así también en otras categorías internacionales como la Fórmula 3 o el Gran Turismo Mejorado.
Fue campeón a nivel nacional en las categorías Fórmula 1 Mecánica Argentina, Turismo Mejorado (hoy Turismo Nacional) y el Turismo Carretera, de la que se consagró como su primer y único campeón post mortem (después de muerto). En las categorías de turismos supo conducir unidades de las marcas, Alfa Romeo (TM), Torino y Ford (TC), mientras que en la MAF1 fue bicampeón con unidades con motorización  Chevrolet. El 22 de mayo de 1966, al comando de un Ford Falcon, obtuvo su primera victoria en la categoría Turismo Carretera, al llevarse la competencia desarrollada en el Autódromo General San Martín de la ciudad de Mendoza.

## Carrera deportiva

### Inicios en la competición
Estéfano nació en Concepción, localidad de la Provincia de Tucumán, el 18 de noviembre de 1932; siendo hijo de los inmigrantes libaneses Jorge Estéfano y Elía Chantire. Su padre era propietario de un almacén de ramos generales, como muchos otros inmigrantes sirio-libaneses asentados en el Norte Argentino. De pequeño, a la par de sus estudios primarios y secundarios -que terminaría abandonando- se había empleado dentro del negocio familiar. Cumplida la edad necesaria, su padre le confió la responsabilidad de ser el repartidor de mercancías del almacén. Aquellos viajes en los que Nasif conducía una vieja camioneta Ford V8 del año 1940, sirvieron para que descubriera la conducción con derrape controlado, el denominado "punta y taco" (acelerar con la punta del pie derecho y frenar con el talón del mismo), el cambio de doble embrague y muchas otras cosas más.
Fue así que formaría una cooperativa junto a su hermano mayor Luis y un grupo de amigos, con quienes consigue adquirir un monoplaza Ford T y con quienes formaría su propio equipo para competiciones zonales. Sus primeros pasos los daría en categorías de Fuerza Libre de su provincia, debutando el 16 de enero de 1952, con apenas 19 años. Con el Ford de Fuerza Libre, obtendría su primer triunfo el 28 de agosto de 1955 en un circuito de la localidad de Juan Bautista Alberdi, en su Tucumán natal. Tras este lauro obtenido decide aventurarse a correr a nivel regional, compitiendo en diferentes categorías del Noroeste Argentino y ganando nuevamente otro tanto de competencias. Su performance obtenido, lo lleva a querer aventurarse a correr a nivel nacional en la categoría más potente de aquel entonces: la Mecánica Nacional. Para ello, decide adquirir un viejo Chevrolet Wayne con el cual intervendría en el campeonato de dicha categoría. Asimismo, conseguiría adquirir una vieja coupé Ford V8 para poder participar en algún que otro Gran Premio de Turismo Carretera. En el TC participaría de los Grandes Premios de 1957 y 1958, mientras que en la Mecánica Nacional debutaría el 6 de septiembre de 1959 en el Óvalo de Rafaela. En aquella competencia, Estéfano arrancaría dominando en las primeras vueltas en una superficie resbaladiza debido al regado al que fue sometida. Sin embargo, una serie de inconvenientes mecánicos lo retrasarían en el clasificador. Al cabo de 172 vueltas, el debutante Nasif Estéfano alcanzaría a clasificarse en la cuarta posición final.

### Fórmula 1 y el fraude de De Tomaso
Sus actuaciones en el campo de la Mecánica Nacional, le valieron a Estéfano la posibilidad de ser invitado por el Automóvil Club Argentino para competir en el Gran Premio de Argentina de 1960 de Fórmula 1. De esta forma, Nasif tendría su primer contacto con una categoría internacional. Sin embargo, para esta competencia, el equipo le asigna la conducción de una antigua Maserati 250F. Con esta unidad conseguiría clasificarse en la 14 posición.
Su idea de proyectarse a nivel internacional sigue en 1961, cuando decidido a viajar al Viejo Continente, decide vender todas sus propiedades mecánicas para solventar los gastos de su viaje a Europa. Allí, consigue ponerse en contacto con Juan Manuel Fangio, quien se ofrece a ayudarlo para competir en la F1. Gracias a Fangio, se contactó con el constructor ítalo-argentino Alejandro de Tomaso. El balcarceño le termina recomendando a Nasif que se contacte con De Tomaso para poder así armar un equipo para encarar el torneo de 1962. De esta forma, Nasif rubrica su firma en un contrato de participación plena para 1962, previo desembolso de una cifra de 7000 dólares estadounidenses (en ese entonces, una cifra equivalente a 1 millón de pesos argentinos). Una vez completada la transacción, Nasif se regresa a la Argentina, preparándose para participar al año siguiente.
Pero lo que prometía ser una sociedad deportiva desembocó en un caso de fraude. En abril de 1962, Estéfano regresó a Europa para participar del campeonato de Fórmula 1, tal lo que se había pactado en el contrato del año anterior, pero se encontró con que el vehículo todavía no había sido terminado, por lo que en noviembre se tuvo que volver a la Argentina con la promesa de De Tomaso de poner en pista el coche para el próximo torneo, luego de no clasificar al Gran Premio de Italia. Al año siguiente vuelve a Europa, produciéndose efectivamente su debut en el Gran Premio de Roma de la Fórmula 1, pero abandonando tras cinco vueltas. Tras descubrir en el vehículo una serie de fallas en su construcción, Estéfano se retira del campeonato y resuelve volverse a la Argentina, siendo al mismo tiempo estafado por De Tomaso, quien se negó a devolver el importe desembolsado.

### Fallecimiento
Falleció trágicamente el 21 de octubre de 1973, mientras se encontraba disputando el Gran Premio de la Reconstrucción Nacional, válido por la decimotercera fecha del campeonato de Turismo Carretera. Su muerte se produjo como consecuencia de un desperfecto mecánico en la pedalera de los frenos de su Ford Falcon, lo que provocó que siguiera de largo en una curva cercana a la localidad riojana de Aimogasta, producto de lo cual su coche dio una serie de tumbos, saliendo despedido del habitáculo, a pesar de estar amarrado a su cinturón de seguridad. Alrededor de su muerte se creó una leyenda urbana sobre un posible sabotaje a su unidad para favorecer a su compañero de equipo y ocasional rival Héctor Luis Gradassi. A pesar de este accidente, la enorme ventaja de puntos que le llevaba a sus rivales Octavio Suárez y el propio Gradassi permitieron que Estéfano finalmente fuera proclamado como el primer campeón post mortem de la historia del Turismo Carretera. Años más tarde, el también piloto de TC Juan María Traverso afirmaría que el accidente se podría haber producido por un error del piloto, guiándose por la línea de postes de tendido eléctrico que no respetaban el trazado del camino, que el vuelco se produjo al tratar de esquivar al público y que Nasif fue expulsado del vehículo por llevar el cinturón flojo.
En su memoria han sido realizados diferentes homenajes en su Concepción natal, donde fue erigido el Museo del Automóvil de Nasif Estéfano, donde se inmortaliza la actividad realizada por el piloto tucumano. Asimismo, una avenida de su ciudad fue bautizada con su nombre, a la altura de donde se encuentra ubicada su casa paterna. Asimismo, el autódromo de Tucumán, ubicado en el Parque 9 de julio, fue bautizado con el nombre de Nasif Estéfano el 2 de diciembre de 1973, unos meses después de su trágica muerte. También fue emplazado un monolito en el empalme de la Ruta Nacional 60 y la Provincial 9, donde se forma la denominada "Curva de Aimogasta" donde perdiera la vida en aquel accidente.

## Resultados deportivos
| Año       | Categoría                                         | Automóvil          |
| --------- | ------------------------------------------------- | ------------------ |
| 1955-1958 | Fuerza Libre                                      | Ford T             |
| 1957      | Gran Premio de Turismo Carretera                  | Ford V8            |
| 1958      | Gran Premio de Turismo Carretera                  | Ford V8            |
| 1959-1960 | Fuerza Libre Mecánica Nacional                    | Chevrolet Wayne    |
| 1960      | Debut en Fórmula 1, 1 carrera                     | Maserati           |
| 1961      | Fuerza Libre Mecánica Nacional                    | Chevrolet Wayne    |
| 1962      | Fuerza Libre Mecánica Nacional                    | Chevrolet          |
| 1962      | Fórmula 1, 1 carrera                              | De Tomaso          |
| 1963      | Campeón Fórmula 1 Mecánica Argentina              | Chevrolet          |
| 1963      | Turismo Mejorado                                  | Alfa Romeo Giulia  |
| 1964      | Campeonato Mundial de Resistencia - GT, 1 carrera | Porsche 904        |
| 1964      | Campeón Fórmula 1 Mecánica Argentina              | Chevrolet          |
| 1964      | Subcampeón Turismo Mejorado                       | Alfa Romeo Giulia  |
| 1965      | Fórmula 1 Mecánica Argentina                      | Crespi-Torino      |
| 1965      | Campeón Turismo Mejorado                          | Alfa Romeo Giulia  |
| 1966      | Fórmula 3                                         | Brabham            |
| 1966      | Turismo Carretera                                 | Ford Falcon        |
| 1967      | Turismo Carretera                                 | Torino 380 W       |
| 1967      | Turismo Carretera                                 | Crespi-Torino      |
| 1967      | Fórmula 1 Mecánica Argentina                      | Crespi-Torino      |
| 1967      | Turismo Mejorado                                  | Fiat 1500          |
| 1968      | Turismo Carretera                                 | Liebre MkII Torino |
| 1968      | Fórmula 1 Mecánica Argentina                      | Crespi-Torino      |
| 1968      | Turismo Nacional                                  | Fiat 1600          |
| 1969      | Fórmula 1 Mecánica Argentina                      | Pianetto-Dodge     |
| 1969      | Turismo Nacional                                  | Fiat 125           |
| 1970      | Sport Prototipo Argentino                         | Romero-Ford        |
| 1971      | Sport Prototipo Argentino                         | McLaren-Ford       |
| 1971      | Campeonato Mundial de Resistencia - SP            | Lola T210          |
| 1972      | Subcampeón Turismo Carretera                      | Ford Falcon        |
| 1972      | Campeonato Mundial de Resistencia - SP            | Abarth             |
| 1973      | Campeón Turismo Carretera                         | Ford Falcon        |

## Resultados

### Fórmula 1
(Clave) (negrita indica pole position) (cursiva indica vuelta rápida)

| Año     | Escudería          | 1       | 2   | 3   | 4       | 5       | 6   | 7       | 8   | 9   | 10  | Pos. | Puntos |
| ------- | ------------------ | ------- | --- | --- | ------- | ------- | --- | ------- | --- | --- | --- | ---- | ------ |
| 1960    | Nasif Estéfano     | ARG 14  | MON | 500 | NED     | BEL     | FRA | GBR     | POR | ITA | USA | NC   | 0      |
| 1962    | Scuderia de Tomaso | NED     | MON | BEL | FRA     | GBR     | GER | ITA DNQ | USA | RSA |     | NC   | 0      |
| 1963    | Scuderia de Tomaso | MON DNP | BEL | NED | FRA DNP | GBR DNP | GER | ITA     | USA | MEX | RSA |      |        |
| Fuente: |                    |         |     |     |         |         |     |         |     |     |     |      |        |

## Palmarés
| Título  | Categoría                    | Automóvil         | Año  |
| ------- | ---------------------------- | ----------------- | ---- |
| Campeón | Fórmula 1 Mecánica Argentina | Löeffel-Chevrolet | 1963 |
| Campeón | Fórmula 1 Mecánica Argentina | Löeffel-Chevrolet | 1964 |
| Campeón | Turismo Mejorado Clase D     | Alfa Romeo Giulia | 1965 |
| Campeón | Turismo Carretera            | Ford Falcon       | 1973 |